# J.League Cup 2015
Der J.League Cup 2015, offiziell aufgrund eines Sponsorenvertrages mit dem Gebäckhersteller Yamazaki Nabisco nach einer Marke desselben 2015 J.League Yamazaki Nabisco Cup genannt, war die 23. Ausgabe des J.League Cup, des höchsten Fußball-Ligapokal-Wettbewerbs in Japan.

## Spieler
| Verein              | Spieler |
| ------------------- | --- |
| Vegalta Sendai      | Yūji Rokutan (2/0), Jirō Kamata (4/1), Hirofumi Watanabe (5/0), Kōji Hachisuka (5/1), Naoki Ishikawa (3/0), Kim Min-tae (1/0), Hiroaki Okuno (4/0), Takuya Nozawa (3/0), Wilson (4/2), Ryang Yong-gi (5/1), Hidetaka Kanazono (3/1), Jun Kanakubo (1/0), Shingo Tomita (3/0), Kyōhei Sugiura (4/0), Ramon Lopes (3/0), Kentarō Seki (4/0), Hiroshi Futami (4/0), Naoki Sugai (1/0), Keita Fujimura (3/0), Takuya Takei (5/0), Hiroki Yamamoto (3/0), Taikai Uemoto (1/0), Takuma Nishimura (1/0), Shunsuke Motegi (6/0), Atsuto Tatara (3/0), Kazuhiro Murakami (1/0) |
| Montedio Yamagata   | Norihiro Yamagishi (6/0), Tetsuya Funatsu (5/0), Shōgo Nishikawa (5/0), Alceu (3/1), Takumi Yamada (1/0), Ryōsuke Matsuoka (2/1), Ryōhei Hayashi (4/0), Yūki Nakashima (6/1), Shun Itō (2/1), Diego (2/0), Tatsuya Ishikawa (3/0), Masaki Miyasaka (6/0), Takefumi Tōma (2/2), Hiroki Bandai (5/2), Keita Hidaka (5/0), Kim Byeom-yong (6/0), Kazuki Segawa (2/0), Romero Frank (4/0), Kōya Yuruki (1/0), Toshiya Takagi (3/0), Shōta Kawanishi (5/0), Masato Yamazaki (3/1), Jumpei Takaki (2/0), Hideyuki Nakamura (1/0) |
| Kashima Antlers     | Gen Shōji (4/0), Kazuya Yamamura (5/1), Takeshi Aoki (3/0), Caio (4/2), Shōma Doi (2/0), Davi (2/0), Atsutaka Nakamura (4/1), Hwang Seok-ho (4/1), Shūto Yamamoto (5/0), Shūhei Akasaki (5/2), Yūta Toyokawa (1/0), Gaku Shibasaki (1/0), Hitoshi Sogahata (5/0), Daigo Nishi (5/0), Yasushi Endō (5/2), Takahide Umebachi (1/0), Mū Kanazaki (5/5), Yūma Suzuki (1/0), Mitsuo Ogasawara (5/0) |
| Urawa Reds          | Tomoya Ugajin (2/0), Daisuke Nasu (1/0), Tsukasa Umesaki (2/0), Yōsuke Kashiwagi (2/0), Tadaaki Hirakawa (2/0), Kōki Ōtani (2/0), Takuya Aoki (2/0), Mitsuru Nagata (1/0), Yūki Mutō (2/0), Tadanari Lee (2/1), Yūki Abe (2/2), Takahiro Sekine (2/0), Toshiyuki Takagi (2/0), Wataru Hashimoto (2/0), Ryōta Moriwaki (2/0) |
| Kashiwa Reysol      | Kazushige Kirihata (1/0), Naoya Kondō (1/0), Daisuke Suzuki (1/0), Ryōsuke Yamanaka (2/0), Akimi Barada (1/0), Masato Kudō (2/1), Yūki Ōtsu (2/0), Ederson (1/2), Eduardo (1/0), Kōsuke Taketomi (2/0), Hiroki Akino (1/0), Hiroto Nakagawa (1/0), Takanori Sugeno (1/0), Tomoki Imai (2/0), Yūsuke Kobayashi (1/0), Tetsurō Ōta (2/0), Kim Chang-soo (1/0), Ryōichi Kurisawa (1/0), Yūta Nakayama (1/0), Cristiano (2/0), Kōki Ōshima (1/0) |
| FC Tokyo            | Shūichi Gonda (5/0), Yūhei Tokunaga (7/0), Masato Morishige (4/0), Hideto Takahashi (8/0), Yūichi Maruyama (6/0), Kōsuke Ōta (6/0), Takuji Yonemoto (5/0), Hirotaka Mita (6/2), Sōta Hirayama (2/0), Tatsuya Enomoto (3/0), Yoshinori Mutō (4/2), Lassad (2/0), Hiroki Kawano (5/1), Naohiro Ishikawa (3/1), Ryōichi Maeda (6/0), Sandaza (1/0), Naotake Hanyū (6/0), Yōhei Hayashi (5/2), Kazunori Yoshimoto (5/0), Canini (1/0), Tatsuki Nara (2/0), Hideyuki Nozawa (1/0), Kento Hashimoto (4/0), Keigo Higashi (8/1), Shōya Nakajima (2/1), Riku Matsuda (2/0) |
| Kawasaki Frontale   | Makoto Kakuda (3/0), Yūsuke Igawa (4/0), Shōgo Taniguchi (6/0), Masaki Yamamoto (2/0), Kōji Hashimoto (4/0), Takanobu Komiyama (2/0), Ken’yū Sugimoto (6/1), Renato (5/0), Yū Kobayashi (1/0), Yoshito Ōkubo (4/2), Kengo Nakamura (6/0), Takayuki Funayama (6/0), Ryōta Ōshima (2/0), Yūto Takeoka (6/0), Elsinho (6/3), Kentarō Moriya (4/1), Shintarō Kurumaya (5/0), Yōhei Nishibe (3/0), Kōji Miyoshi (2/0), An Byong-jun (2/0), Shōta Arai (3/0) |
| Yokohama F. Marinos | Tetsuya Enomoto (3/0), Takashi Amano (2/0), Yūzō Kurihara (2/0), Fabio (5/2), Yūta Mikado (2/0), Shingō Hyōdō (5/0), Kōsuke Nakamachi (2/0), Takurō Yajima (2/0), Shunsuke Nakamura (1/0), Manabu Saitō (3/0), Yūzō Kobayashi (3/0), Andrew Kumagai (4/1), Yūsuke Higa (5/0), Shō Itō (6/1), Rafinha (3/1), Yūhei Satō (5/0), Hiroki Iikura (2/0), Yūji Nakazawa (3/0), Takumi Shimohira (2/0), Yūta Narawa (1/0), Jungo Fujimoto (3/0), Kensei Nakashima (3/0), Seitarō Tomisawa (6/1), Takuya Kida (1/0), Jun Amano (4/0), Ryōta Suzuki (1/0), Fumitaka Kitatani (1/0), Ademilson (3/0)                                                                                          |
| Shonan Bellmare     | Yōta Akimoto (2/0), Shunsuke Kikuchi (3/0), Wataru Endō (1/0), Andre Bahia (1/0), Shōta Kobayashi (5/1), Ryōta Nagaki (2/0), Yōhei Ōtake (3/0), Naoki Yamada (4/1), Bruno Cesar (4/1), Daisuke Kikuchi (4/0), Kenta Hirose (1/0), Seiya Fujita (1/0), Kim Jong-pil (3/0), Toshiki Ishikawa (3/0), Yūto Misao (4/0), Alison (2/0), Shūhei Ōtsuki (3/0), Keisuke Tsuboi (6/1), Shōhei Okada (5/0), Kaoru Takayama (3/0), Ryōhei Okazaki (3/0), Lee Ho-seung (4/0), Masataka Kani (5/0), Kōsuke Shirai (2/0), Tsuyoshi Shimamura (3/0), Ryō Takano (1/0), Eijirō Takeda (6/1) |
| Ventforet Kofu      | Kōta Ogi (4/0), Hiroto Hatao (5/0), Hideomi Yamamoto (2/0), Bruno Dybal (1/0), Marquinhos Parana (1/0), Ryōhei Arai (3/0), Takuma Abe (2/1), Adriano (4/0), Kōji Noda (6/0), Yūki Horigome (6/1), Jun’ya Itō (6/0), Masaru Matsuhashi (3/0), Takuma Tsuda (1/0), Hokuto Shimoda (5/0), Kōhei Morita (6/1), Kōhei Kawata (1/0), Masaki Watanabe (4/0), Shō Inagaki (5/0), Daiki Matsumoto (4/1), Kōki Wakasugi (1/0), Shōhei Abe (3/0), Yūki Hashizume (4/0), Kazunari Hosaka (5/0), Kōsuke Okanishi (1/0), Yukio Tsuchiya (1/0) |
| Matsumoto Yamaga FC | Tomohiko Murayama (2/0), Yūki Ōkubo (3/0), Hayuma Tanaka (2/0), Masaki Iida (1/0), Yūdai Iwama (2/0), Shunsuke Iwanuma (1/0), Yūzō Iwakami (1/0), Obina (2/0), Shōgo Shiozawa (4/1), Kōhei Kiyama (2/0), Keita Gotō (2/1), Tomoki Ikemoto (4/1), Tatsuya Sakai (4/2), Hiroshi Tetsuto (5/0), Ryūtarō Iio (4/0), Yūki Natsume (2/0), Doriva (3/0), Takayoshi Ishihara (4/1), Tomoyuki Suzuki (3/0), Naoki Maeda (3/1), Masahiro Nasukawa (3/0), Yūto Shirai (1/0), Ryūtarō Shibata (6/0), Kenshirō Tanioku (1/0), Ryūsuke Sakai (2/0), Tomoyuki Arata (3/0), Nobuyuki Shiina (4/0), Takaaki Shichi (2/0), Tatsuya Wada (2/0), Yoshirō Abe (4/0)                                     |
| Albirex Niigata     | Kazunari Ōno (9/0), Kentarō Ōi (9/0), Michael James (8/1), Takanori Maeno (7/0), Yūki Kobayashi (6/0), Cortes (6/0), Leo Silva (6/0), Ryōhei Yamazaki (9/4), Rafael Silva (9/2), Hiroshi Ibusuki (9/4), Masaru Katō (5/0), Tatsuya Tanaka (5/0), Shō Naruoka (6/0), Musashi Suzuki (2/0), Tatsuya Morita (10/0), Kōsuke Yamamoto (8/3), Naoki Kawaguchi (8/1), Kei Koizumi (5/0), Ken Matsubara (1/0), Shū Hiramatsu (6/1), Gō Hayama (3/0) |
| Shimizu S-Pulse     | Masatoshi Kushibiki (2/0), Genta Miura (3/0), Yasuhiro Hiraoka (1/0), Jakovic (1/0), Kōta Sugiyama (3/0), Takuya Honda (2/0), Hideki Ishige (3/0), Shun Nagasawa (2/0), Genki Ōmae (4/1), Kazuya Murata (3/0), Tomoya Inukai (2/0), Takashi Sawada (4/1), Taisuke Muramatsu (1/0), Mitsunari Musaka (2/0), Yōsuke Kawai (3/0), Peter Utaka (1/0), Mitchell Duke (3/0), Ryō Takeuchi (5/0), Rikihiro Sugiyama (3/0), Takuma Edamura (4/0), Yoshiaki Takagi (4/1), Shōma Kamata (1/0), Shōta Kaneko (4/0), Kempei Usui (1/0), Kō Matsubara (4/0), Shō Kagami (1/1), Takuma Mizutani (4/0), Kōta Miyamoto (2/0), Kōya Kitagawa (5/1), Takayuki Fukumura (4/0), Ryōhei Shirasaki (2/1) |
| Nagoya Grampus      | Seigō Narazaki (6/0), Akira Takeuchi (7/1), Yūsuke Muta (4/0), Marcus Tulio Tanaka (6/2), Shun Ōbu (2/0), Yūki Honda (8/0), Taishi Taguchi (2/0), Danilson (3/0), Ryūnosuke Noda (2/2), Yoshizumi Ogawa (4/1), Kensuke Nagai (4/1), Ryōta Isomura (7/0), Ryōta Tanabe (3/0), Riki Matsuda (4/1), Novakovic (4/2), Kishō Yano (7/0), Asahi Yada (8/2), Tomoya Koyamatsu (5/1), Reo Mochizuki (3/0), Yūto Mori (1/0), Kōki Sugimori (2/0), Kazuki Satō (2/0), Kengo Kawamata (6/2), Gustavo (2/0), Teruki Tanaka (4/0), Yoshinari Takagi (3/0) |
| Gamba Osaka         | Masaaki Higashiguchi (1/0), Takaharu Nishino (4/0), Hiroki Fujiharu (4/1), Daiki Niwa (1/0), Kim Jung-ya (3/0), Yasuhito Endō (3/1), Keisuke Iwashita (5/1), Lins (4/0), Takahiro Futagawa (4/1), Shū Kurata (4/0), Hiroyuki Abe (4/1), Kōki Yonekura (1/0), Yasuyuki Konno (4/0), Tomokazu Myōjin (3/0), Yōsuke Fujigaya (4/0), Kōtarō Ōmori (5/1), Yōsuke Ideguchi (4/0), Oh Jae-suk (3/0), Shingo Akamine (2/0), Naoya Senoo (1/0), Patric (3/0), Sō Hirao (1/0), Ritsu Dōan (1/0), Takashi Usami (1/0) |
| Vissel Kobe         | Takahito Sōma (6/0), Kunie Kitamoto (2/0), Takuya Iwanami (8/1), Shunki Takahashi (10/0), Pedro Junior (4/2), Shōhei Takahashi (6/0), Daisuke Ishizu (7/2), Ryōta Morioka (10/2), Leandro (3/1), Keijirō Ogawa (7/0), Takahiro Masukawa (6/0), Jung Woo-young (6/1), Hideo Tanaka (4/0), Marquinhos (3/0), Kazuma Watanabe (8/7), Asahi Masuyama (4/0), Kaito Yamamoto (8/0), Masatoshi Mihara (6/0), Ryō Okui (4/0), Shinji Yamaguchi (2/0), Ferrugem (4/1), Yōsuke Tashiro (2/0), Kenta Tokushige (2/0), Michihiro Yasuda (6/0), Ryōsuke Maeda (7/0), Bueno (2/0), Sō Fujitani (1/0)                                                                                             |
| Sanfrecce Hiroshima | Takuto Hayashi (2/0), Byeon Jun-byum (2/0), Hiroki Mizumoto (1/0), Kazuhiko Chiba (5/0), Toshihiro Aoyama (2/0), Kōji Morisaki (3/0), Kazuyuki Morisaki (1/0), Douglas (3/0), Hisato Satō (1/0), Takuya Masuda (4/0), Mikic (1/0), Kōhei Kudō (5/0), Yoshifumi Kashiwa (2/0), Shō Sasaki (6/1), Yūsuke Minagawa (3/0), Gakuto Notsuda (5/2), Yūsuke Chajima (5/0), Kōhei Shimizu (6/2), Takuya Marutani (4/0), Takuma Asano (5/4), Kōsei Shibasaki (2/0), Tsukasa Shiotani (4/0), Sōya Takahashi (4/0), Kazuya Miyahara (5/0), Kyōhei Yoshino (2/0) |
| Sagan Tosu          | Taku Akahoshi (1/0), Keita Isozaki (3/0), Teruaki Kobayashi (3/0), Kim Min-hyeok (4/1), Tomotaka Okamoto (3/0), Kōta Mizunuma (4/1), Baek Sung-dong (6/0), Kim Min-woo (1/0), Yōhei Toyoda (3/0), Naoyuki Fujita (3/0), Ryūhei Niwa (2/0), Choi Sung-keun (4/0), Kōki Kiyotake (2/0), Ryōgo Yamasaki (4/0), Minoru Suganuma (1/0), Eisuke Fujishima (1/0), Kei Ikeda (3/0), Yutaka Yoshida (4/1), Daichi Kamada (4/0), Ryōta Hayasaka (6/0), Shūto Hira (1/0), Yoshiki Takahashi (4/0), Hiroyuki Taniguchi (5/0), Akito Fukuta (1/0), Ryōsuke Tamura (3/0), Taiki Nakashima (2/0), Akihiro Hayashi (4/0), Naoya Kikuchi (1/0)                                                      |

## Ergebnisse

### Gruppenphase

#### Gruppe A
| Pl. | Verein              | Sp. | S | U | N | Tore    | Diff. | Punkte |
| --- | ------------------- | --- | - | - | - | ------- | ----- | ------ |
| 1.  | FC Tokyo            | 6   | 3 | 3 | 0 | 008:400 | +4    | 12     |
| 2.  | Albirex Niigata     | 6   | 3 | 2 | 1 | 009:400 | +5    | 11     |
| 3.  | Sanfrecce Hiroshima | 6   | 2 | 3 | 1 | 009:600 | +3    | 09     |
| 4.  | Shonan Bellmare     | 6   | 2 | 3 | 1 | 005:500 | ±0    | 09     |
| 5.  | Sagan Tosu          | 6   | 2 | 2 | 2 | 003:400 | −1    | 08     |
| 6.  | Matsumoto Yamaga FC | 6   | 1 | 1 | 4 | 008:130 | −5    | 04     |
| 7.  | Ventforet Kofu      | 6   | 0 | 2 | 4 | 004:100 | −6    | 02     |

#### Gruppe B
| Pl. | Verein              | Sp. | S | U | N | Tore    | Diff. | Punkte |
| --- | ------------------- | --- | - | - | - | ------- | ----- | ------ |
| 1.  | Nagoya Grampus      | 6   | 4 | 1 | 1 | 012:110 | +1    | 13     |
| 2.  | Vissel Kobe         | 6   | 3 | 2 | 1 | 011:500 | +6    | 11     |
| 3.  | Kawasaki Frontale   | 6   | 2 | 3 | 1 | 007:600 | +1    | 09     |
| 4.  | Montedio Yamagata   | 6   | 2 | 2 | 2 | 010:110 | −1    | 08     |
| 5.  | Yokohama F. Marinos | 6   | 2 | 0 | 4 | 007:700 | ±0    | 06     |
| 6.  | Shimizu S-Pulse     | 6   | 2 | 0 | 4 | 006:110 | −5    | 06     |
| 7.  | Vegalta Sendai      | 6   | 1 | 2 | 3 | 006:800 | −2    | 05     |

### Finalrunde

#### Viertelfinale
|                 | Gesamt           |                 | Hinspiel | Rückspiel |
| --------------- | ---------------- | --------------- | -------- | --------- |
| Kashima Antlers | 5:2              | FC Tokyo        | 2:2      | 3:0       |
| Vissel Kobe     | 4:3              | Kashiwa Reysol  | 2:0      | 2:3       |
| Nagoya Grampus  | 3:3 (9:10 i. E.) | Gamba Osaka     | 1:1      | 2:2       |
| Urawa Reds      | 3:5              | Albirex Niigata | 0:5      | 3:0       |

#### Halbfinale
|                 | Gesamt |                 | Hinspiel | Rückspiel |
| --------------- | ------ | --------------- | -------- | --------- |
| Kashima Antlers | 6:2    | Vissel Kobe     | 2:1      | 4:1       |
| Gamba Osaka     | 3:2    | Albirex Niigata | 1:2      | 2:0       |

#### Finale
|                 | Ergebnis |             |
| --------------- | -------- | ----------- |
| Kashima Antlers | 3:0      | Gamba Osaka |